# Stains
Stains é uma comuna francesa, situada no departamento de Seine-Saint-Denis, na região da Île-de-France, membro da Metrópole da Grand Paris. Seus habitantes são chamados Stanois.

## Geografia

### Transporte público

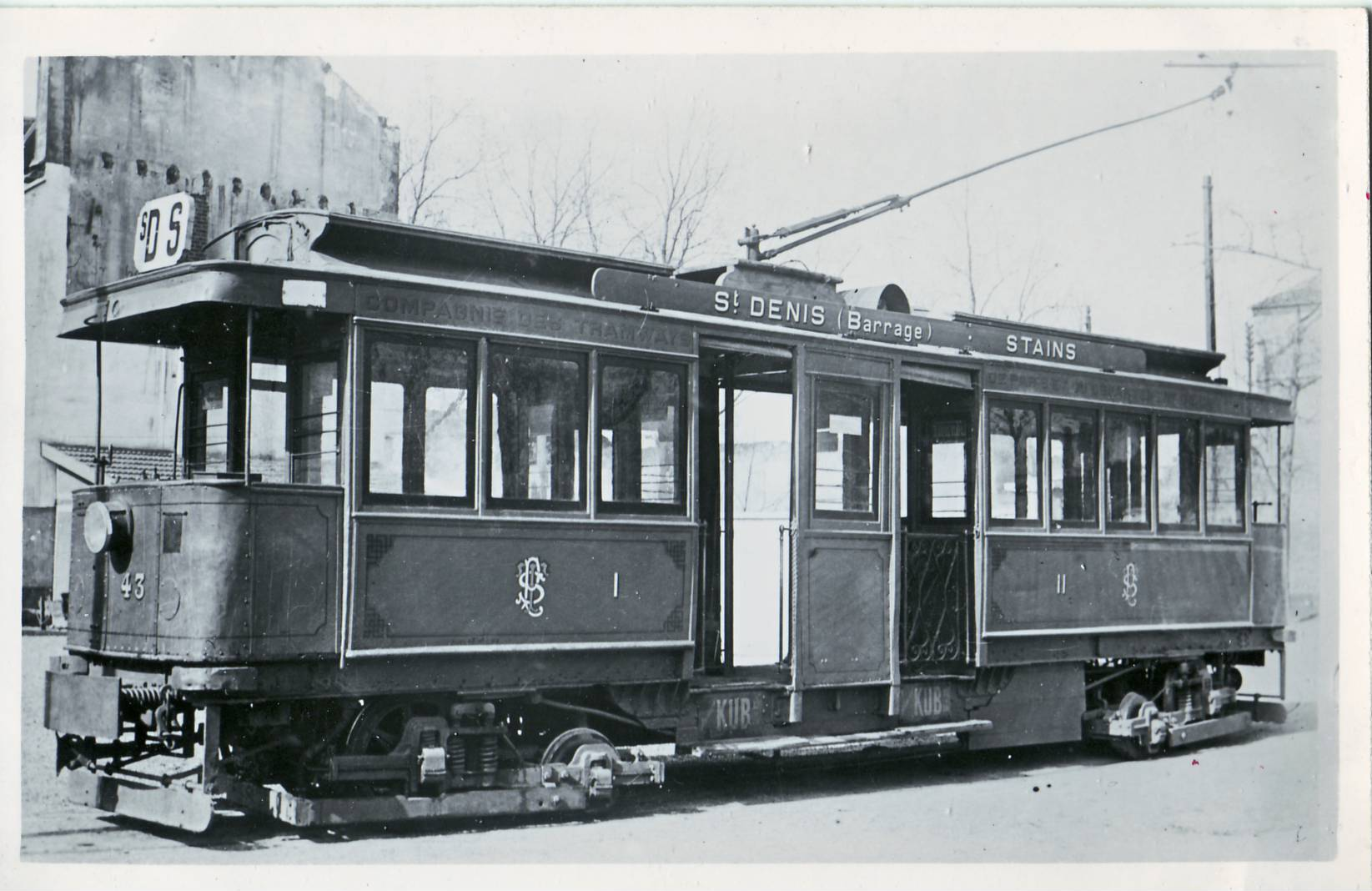
O tramway serviu Stains depois de Saint-Denis.

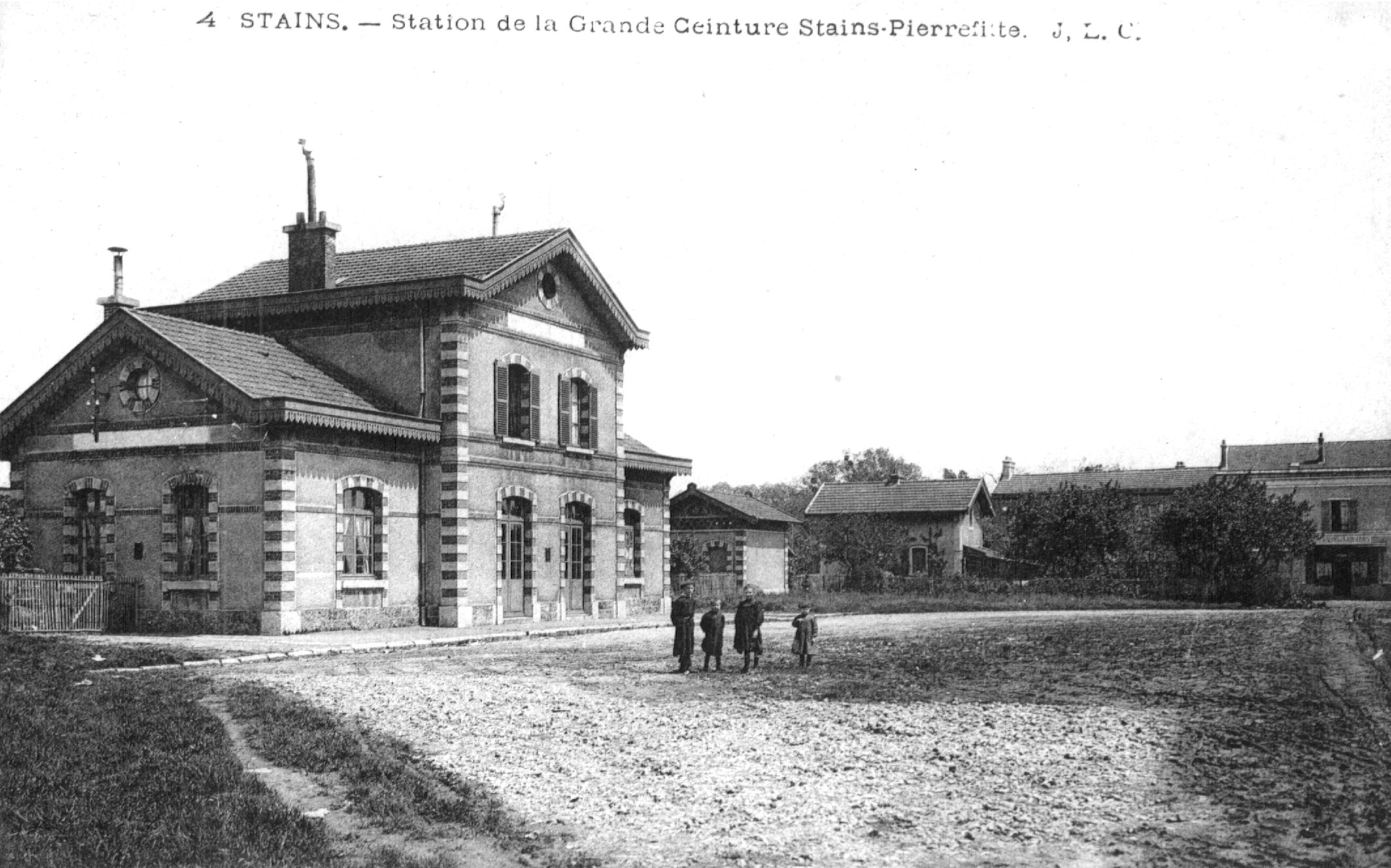
A antiga estação da Grande Ceinture.

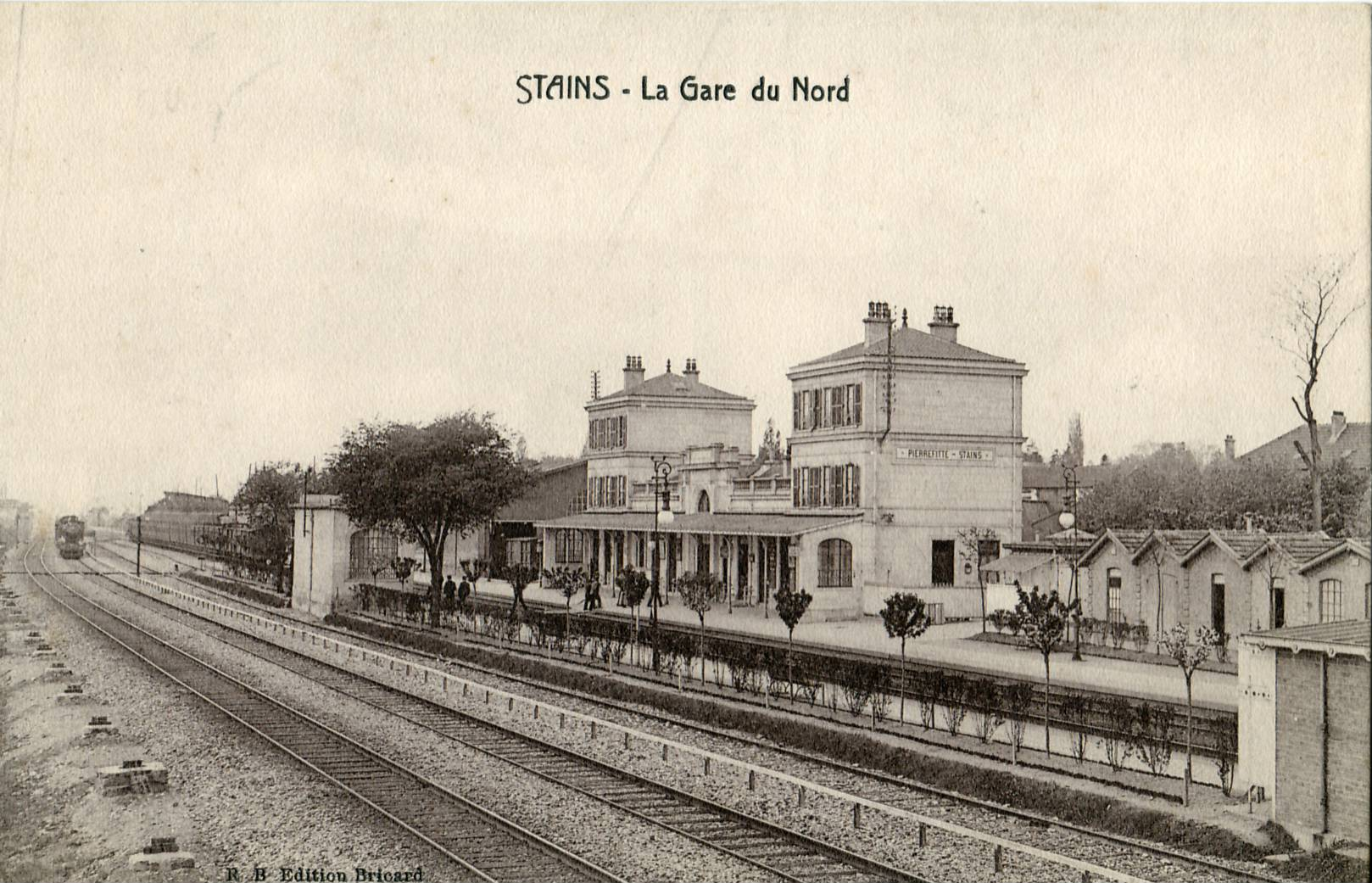
A estação RER de Pierrefitte-Stains no passado.

#### Antigos transportes
A linha Paris - Creil (RER D atual) serve a estação de Pierrefitte - Stains desde a segunda metade do século XIX. Em 1896, esta estação foi servida por 13 trens indo para Paris e 14 trens indo para Creil, entre 5 horas da manhã e a meia-noite e meia.
A Grande Ceinture é uma linha ferroviária que corre em torno de Paris desde 1880 aproximadamente. Ela tem acolhido viajantes em 1939, e tinha uma estação em Stains. Em 1896, esta estação foi servida por quatro trens por dia em cada sentido.
Um bonde elétrico foi operado a partir de 1 de junho de 1910, entre Saint-Denis e Place de Vatry em Stains. Ela tinha o nome de linha sDS dos TPDS, e em seguida, após a sua fusão na STCRP, esta foi a linha 79. A linha foi estendida do Barrage de St. Denis, à Porte de la Chapelle em 26 de janeiro de 1923, mas por um curto período de tempo: o terminal foi trazido de volta para a barrage de Saint Denis em 5 de novembro de 1923, antes da supressão completa da linha em 9 de dezembro de 1935.

#### Transportes atuais
A cidade é servida pelas seguintes linhas de ônibus RATP:
- linhas RATP 150, 153, 250, 252, 253, 255, 268;
- o ônibus CIF 11;
- o ônibus Noctilien N43. O N44 liga indiretamente Stains via estação de Pierrefitte - Stains.

As estações do RER mais próximas são:
- Pierrefitte - Stains (RER D);
- La Courneuve - Aubervilliers (RER B).

Inaugurada em 1 de julho de 2017, o tram-trem T11 Express liga a estação de trem de Épinay-sur-Seine à de Le Bourget com novas vias criadas ao longo da Grande Ceinture. Ela serve as estações de Pierrefitte - Stains e de Stains-La Cerisaie.
A linha 13 do metrô é acessível por :
- linha RATP 255 (Saint-Denis - Carrefour Pleyel) ;
- linhas RATP 153, 253 e 255 (Saint-Denis - Porte de Paris) ;
- linha RATP 153 e 253 (Saint-Denis - Basílica) ;
- linha RATP 255 (Saint-Denis - Université).

A linha RATP 252 traz o Stanois em direção a Porte de la Chapelle (linha 12) ou a estação de Garges - Sarcelles (RER D).
O tramway T1 é acessível a partir de Stains com o ônibus 150 em direção a Porte de la Villette (parada "Six Routes"), com o ônibus 253 na direção do Stade de France-Saint-Denis, RER D (parada "Cimetière"), com ônibus 255 em direção a Porte de Clignancourt (parada " Mercado de Saint-Denis ") e com a linha CIF 11 (parada  "Marché de Saint-Denis") e também com o RER D em direção a Paris (gare de Saint-Denis).

#### Projetos
A extensão da linha 13 do metrô a Stains é pedida por longo tempo pelos moradores e a prefeitura. Seria estender a linha de Saint-Denis Universidade à estação de Stains - La Cerisaie, onde ele estaria em correspondência com o T11 Express, com uma média estação em Le Globe. No entanto, considerando a saturação da linha 13, este projeto não pode ser feito até que um dos dois ramos da linha seja desconectado, por uma linha autônomo que teria o seu terminal em Saint-Lazare, então ligando com a linha 14 (Météor).
No âmbito de um projeto de ligação TGV entre a Normandia (Cherbourg e Caen) e o aeroporto de Roissy, uma estação TGV é considerada em Stains, Grande Ceinture. Não seria servida por alguns trens por dia, que circulariam à velocidade permitida na Grande Ceinture, isto é lentamente.

## Toponímia
Stains apareceu sob o nome de Setenis no século XII, Sextanis ou Stannis no século XV, Stains en France em 1492. O nome poderia vir de Stagna (local submerso) ou de Pays de Sexlius, do nome do proprietário no século IV.

## História

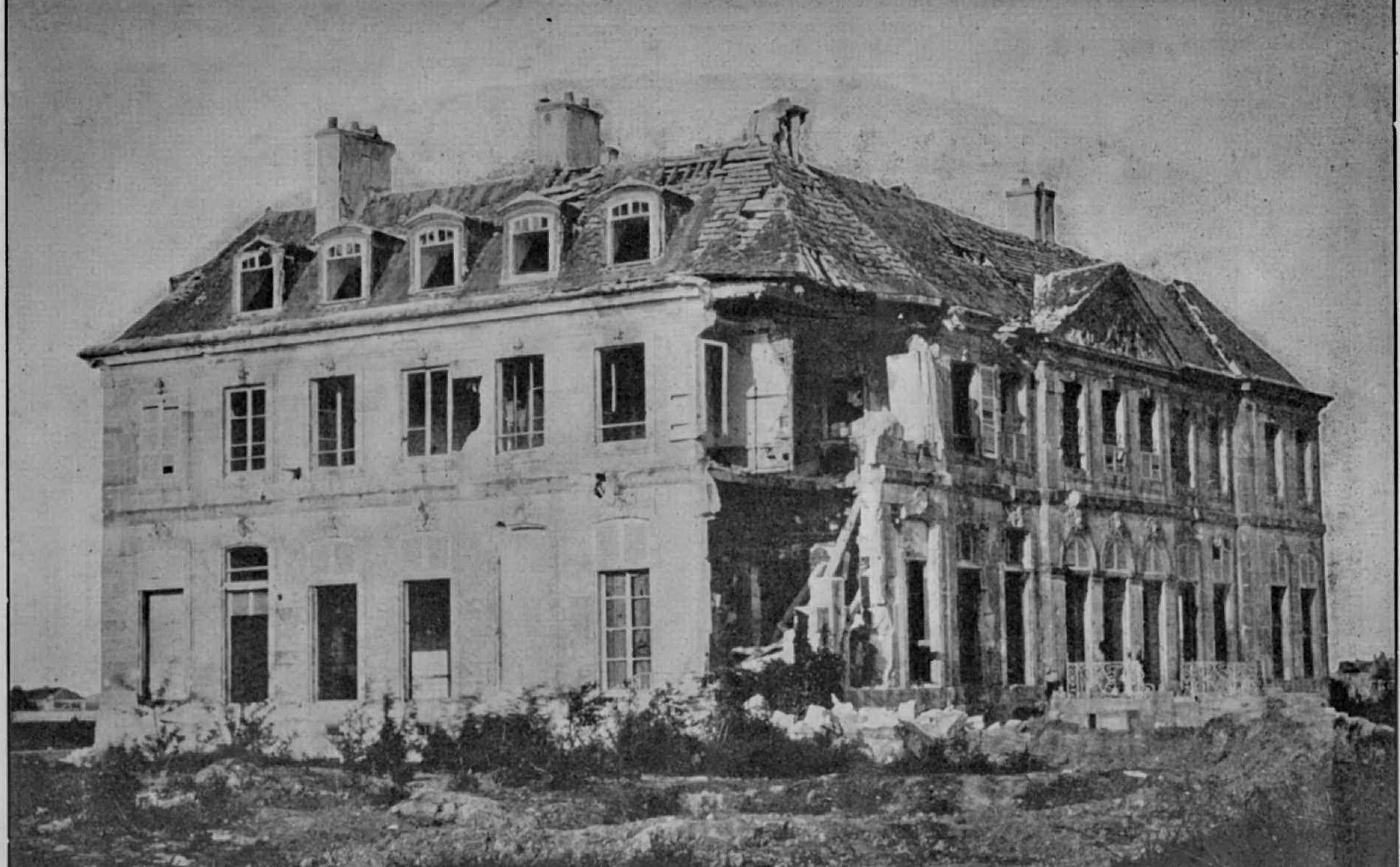
O Château de Stains, depois das batalhas da guerra franco-prussiana de 1870.

A comunidade foi estabelecida como paróquia independente por Pierre II de la Chapelle, bispo de Paris em fevereiro de 1213, por distração da paróquia de Saint-Léger, por uma carta da abadia de Saint-Denis.
Stains foi uma comenda dos templários no século XIII.
Em 1315 Stains foi um leprosário. No século XV, foi estabelecida em senhorio. A igreja data, em parte, do século VI. Em 1480, Luís XI fez uma doação ao senhorio de Jacques de St Benoist, seu camareiro.
Portanto, ela passou por vários proprietários até 1752,
- Nicole Pinto, advogado no Parlamento ;
- Jean Ruzé, ministro das finanças de Luís XII.
- Senhorio de Thou no século XVI.
- Achille de Harlay tornou-se proprietário no início do século XVII e edificou ali um castelo.
- O senhorio, em 1740, Bento Dumas, diretor da Companhia das índias orientais.

Em 1752, Jean-Charles Perrinet d'Orval, agricultor-geral, construiu o magnífico castelo que Jerônimo Bonaparte, rei de Vestfália, comprou em 1810.
Durante a revolução, o livro de reclamações da paróquia reclamou da igualdade antes do imposto, a remoção do privilégio de caça, a gratuidade da escola e dos cuidados de saúde para os indigentes. Stains teve sofrido muito na guerra de 1870 que levou à destruição do castelo e do parque.
Em 7 de outubro de 1870, um balão montado referido como Piper Nº1 (ou non denommé Nº2), partiu da place Saint-Pierre em Paris, sitiada pelos Prussianos, montado pelo Sr. Piper e seu secretário, Friedman aterrissou em Stains, ao resultado de um erro de manobra, mesmo antes das linhas inimigas.
A industrialização da cidade se iniciou sob o Segundo Império e foi fortemente desenvolvida durante a primeira metade do século XX, antes de diminuir muito fortemente a partir da década de 1970.
O sítio tem inspirado Maurice Utrillo.

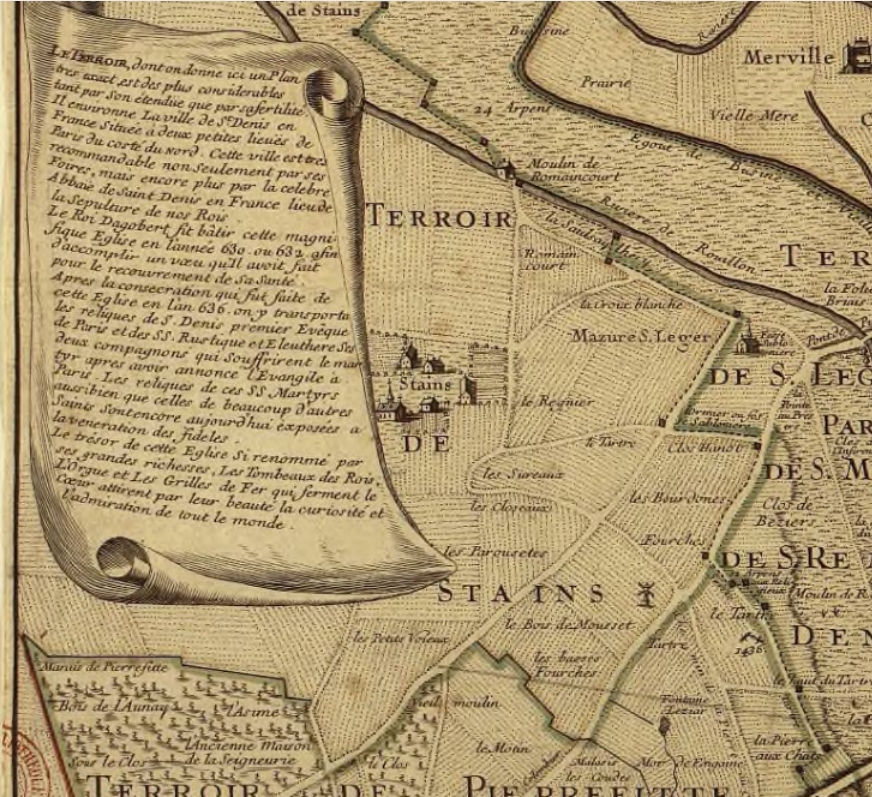
O terreno de Stains em 1707.
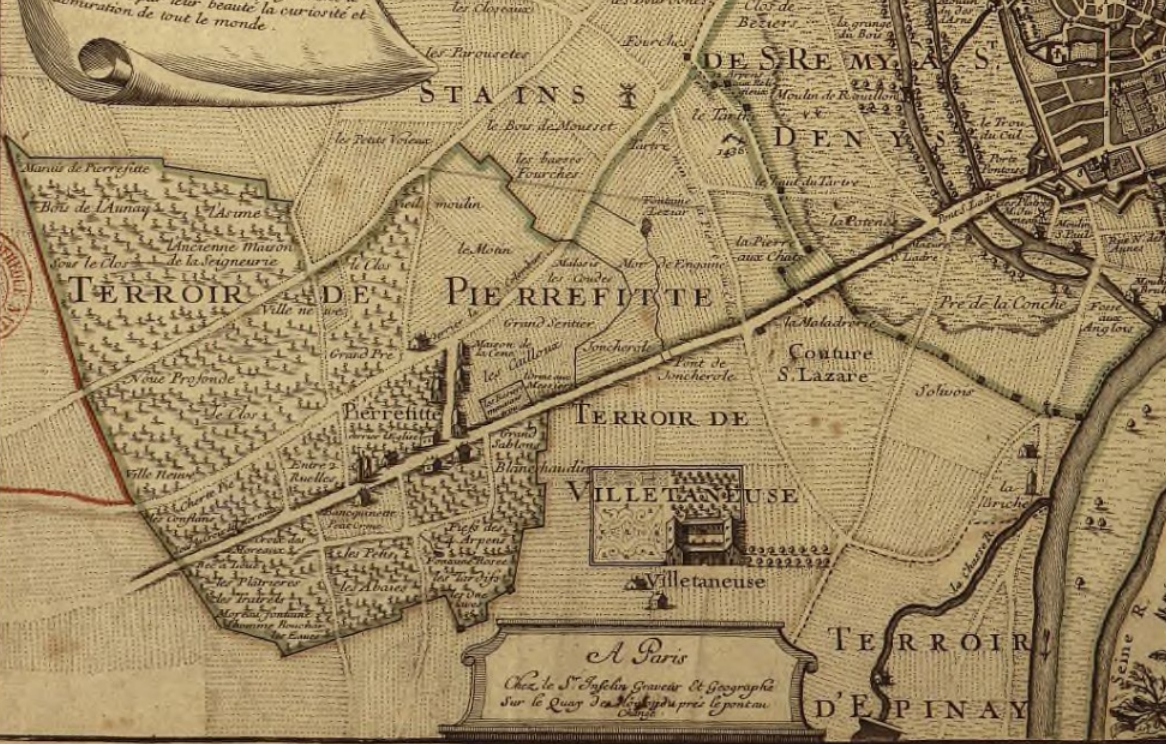
Os terrenos de Stains-Pierrefitte-Villetaneuse-Epinay em 1707.
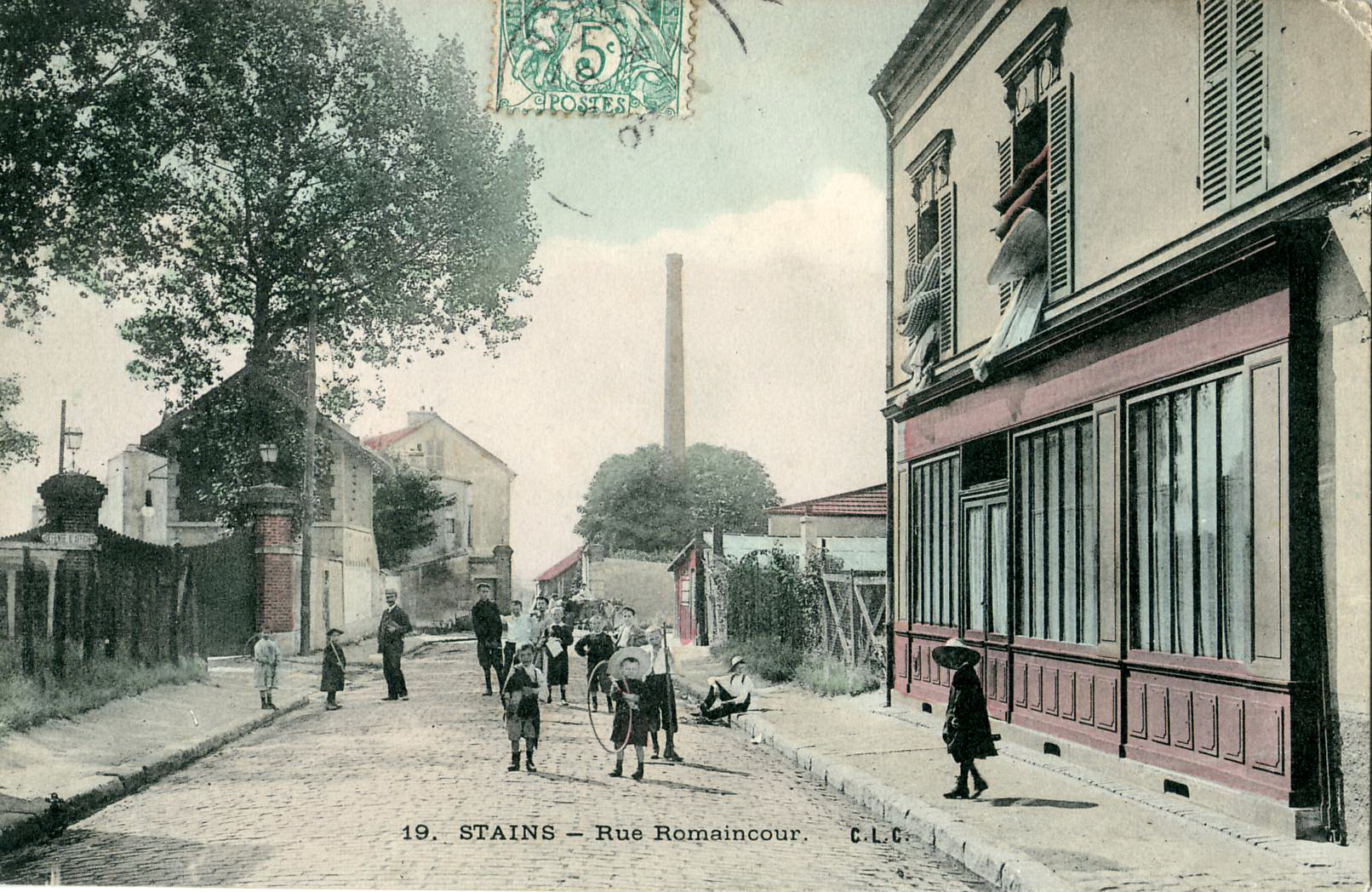
A rue Romaincourt, no início do século XX.
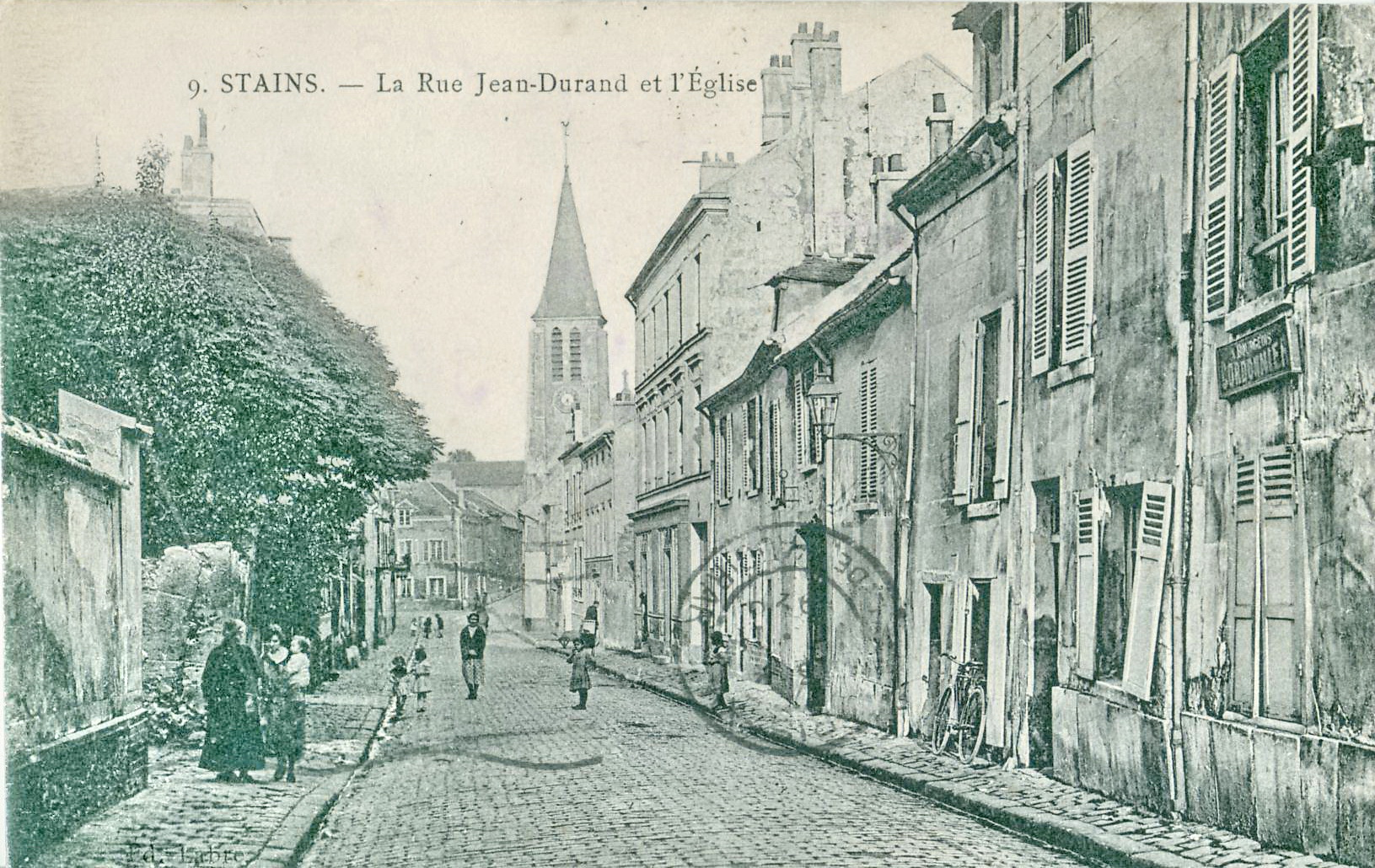
A rue Jean-Durand, no início do século XX.
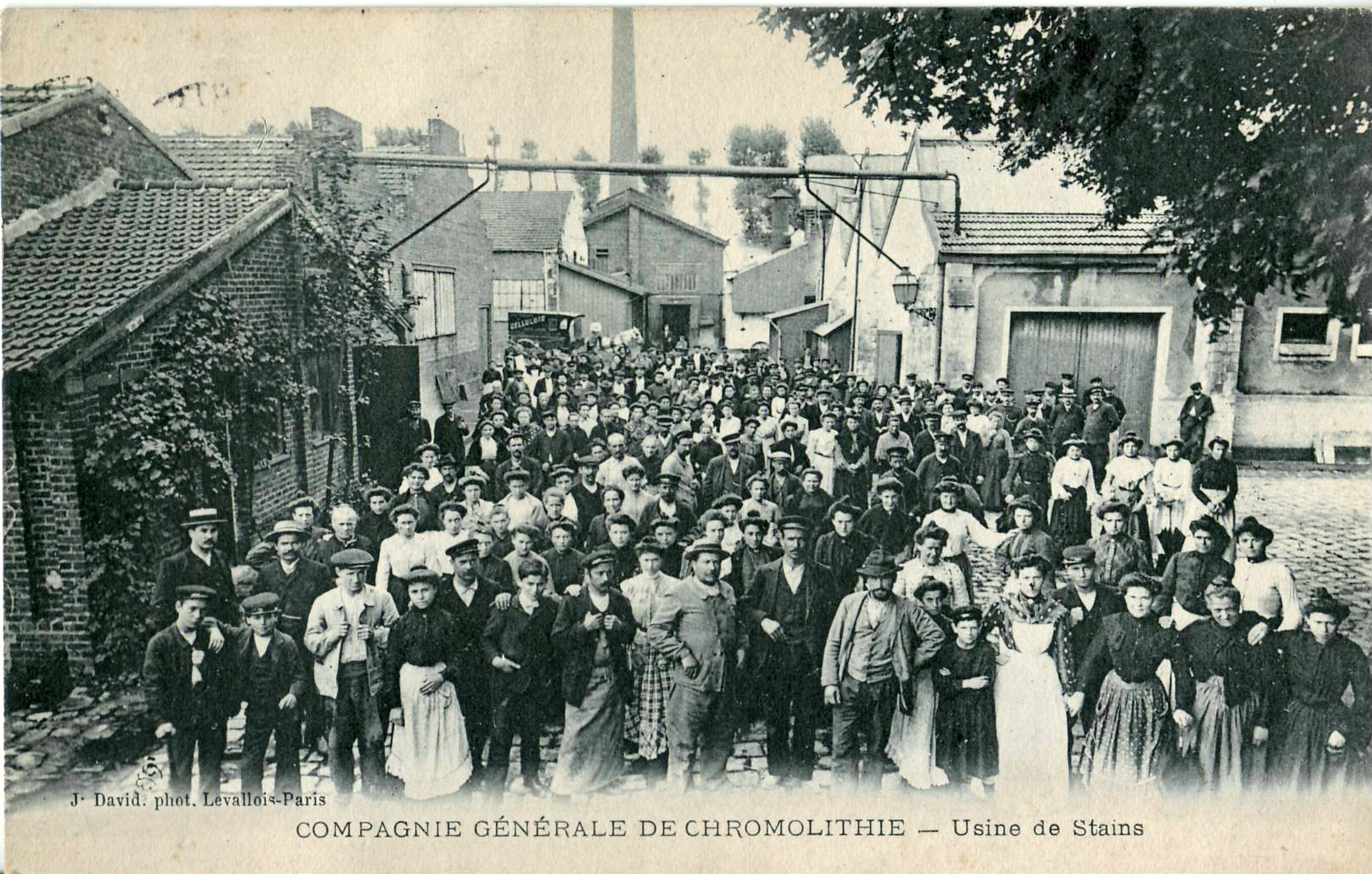
Uma empresa importante antes de Primeira Guerra Mundial, a da Compagnie française de Chromolithie.
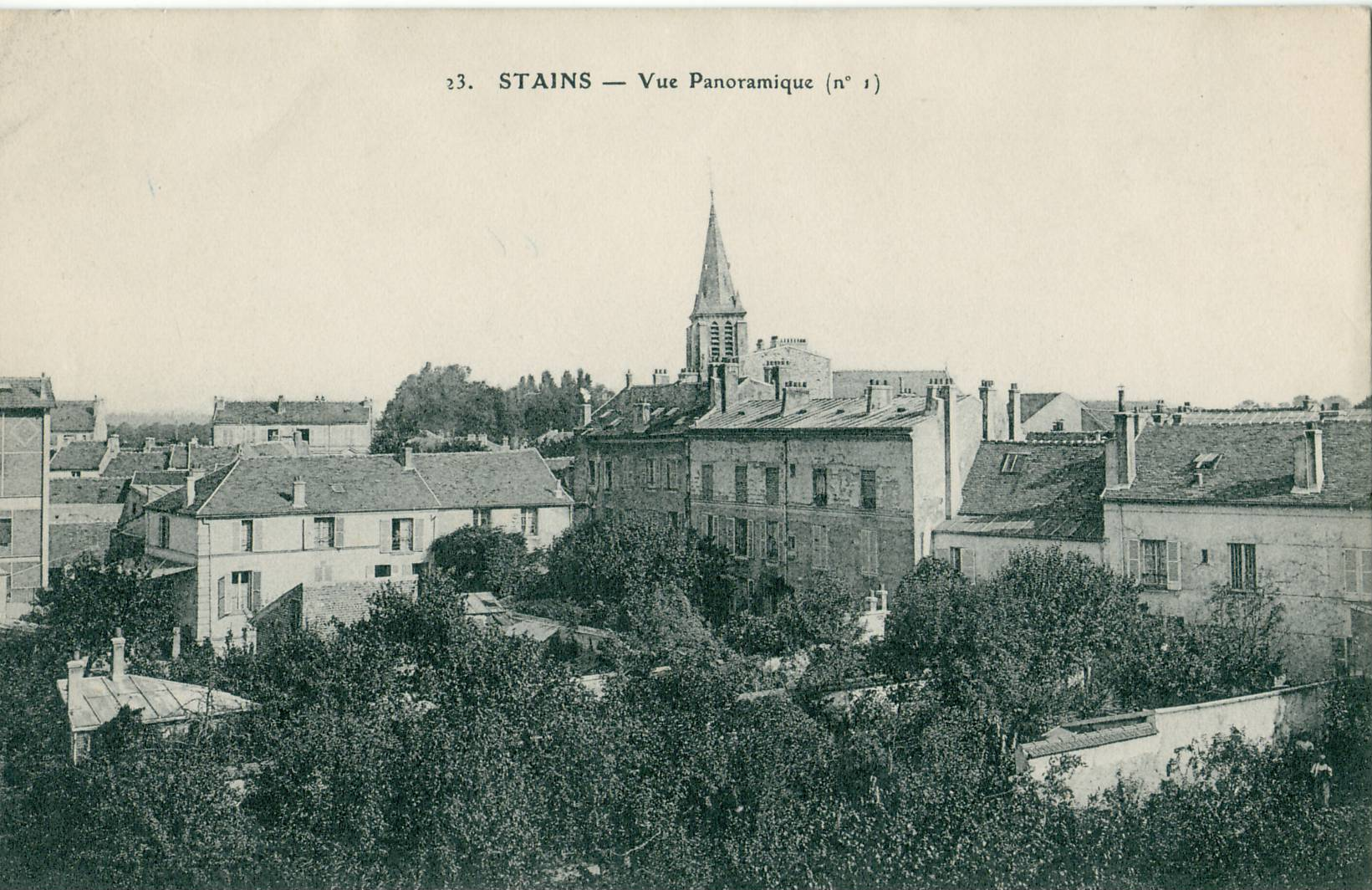
Uma vista de uma Stains ainda rural, no início do século XX.
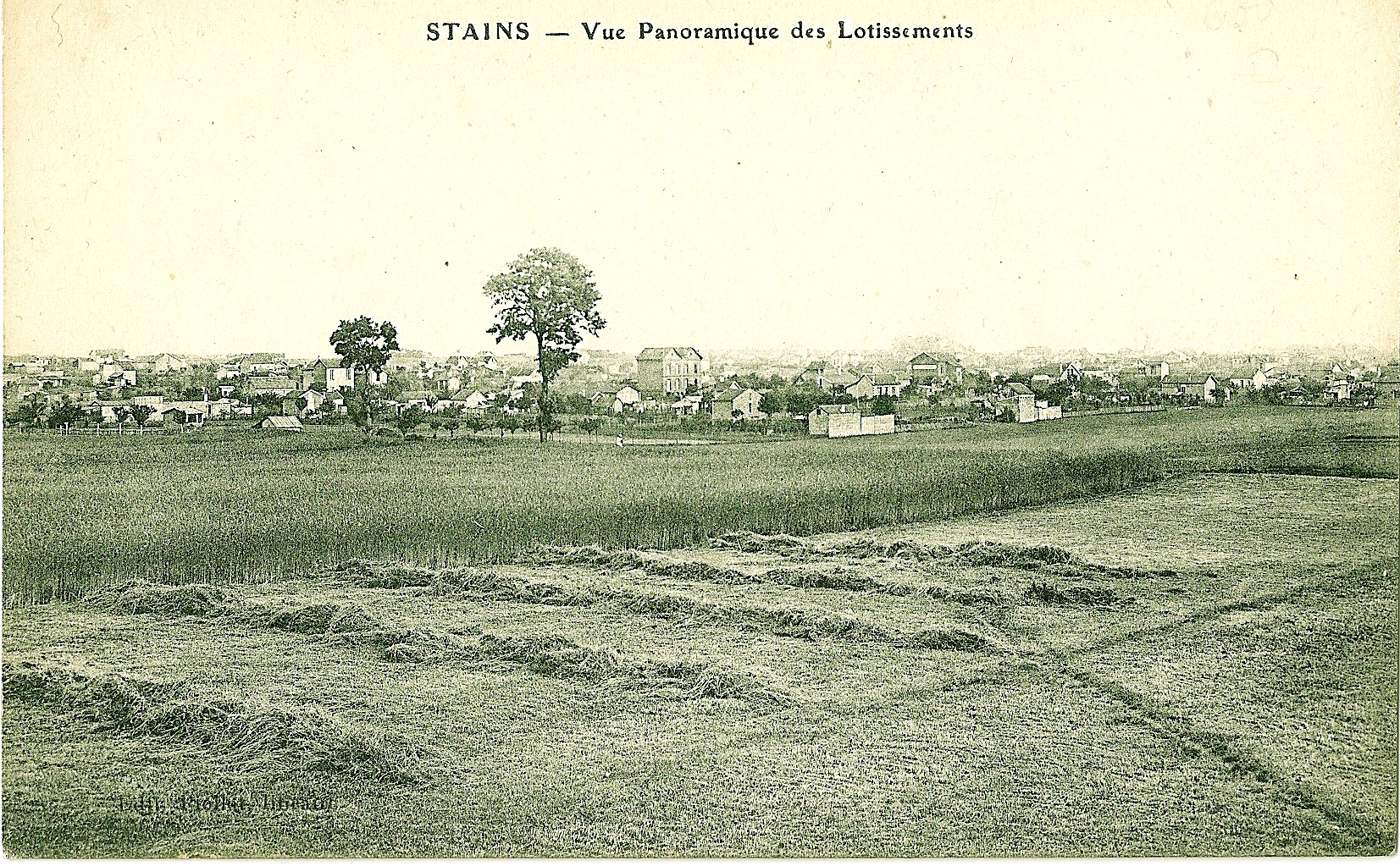
Atrás do campo colhido, uma vista panorâmica dos loteamentos de Stains (antes de 1920).
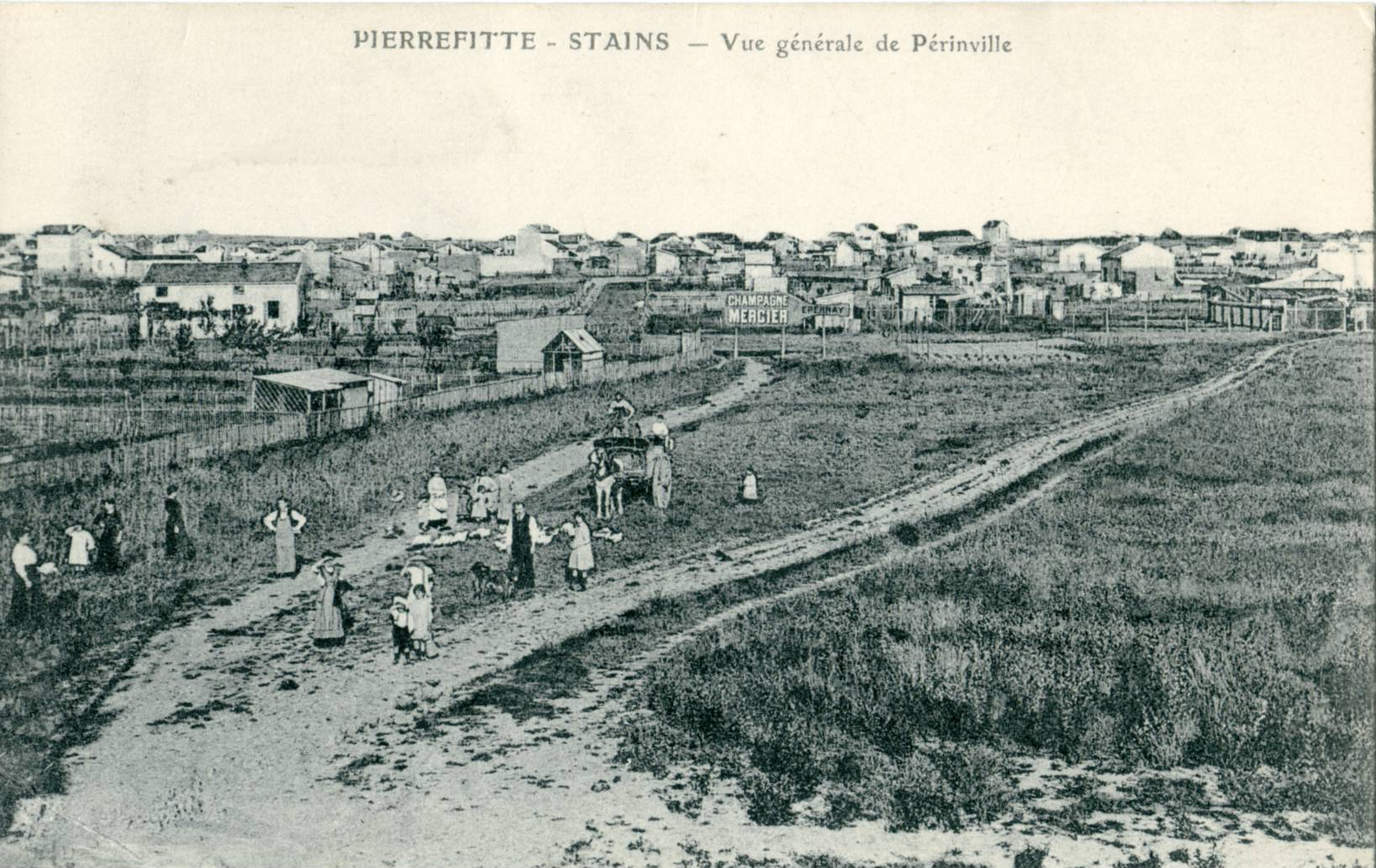
Desde o final do século XIX se construíram loteamentos em Stains, como este, que é precariamente atendido: o caminho é apenas de lama.

## Geminação
- Luco dei Marsi (Itália)
- Cheshunt (Reino Unido)
- Saalfeld (Alemanha)
- Alamari (Palestina)
- Mengueme (Camarões)
- Figuigue (Marrocos)

## Cultura e patrimônio

### Locais e monumentos

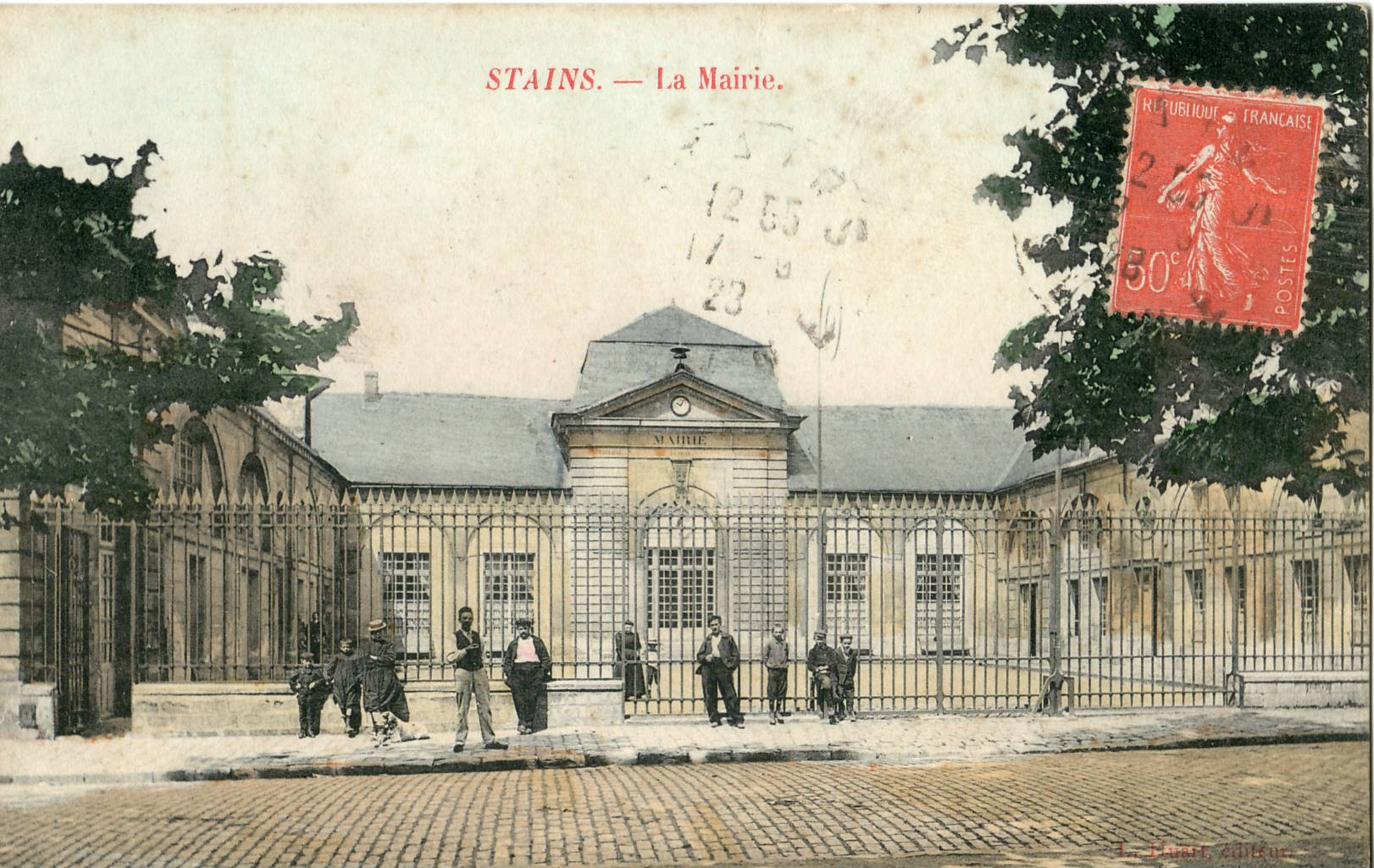
Prefeitura de Stains na década de 1920

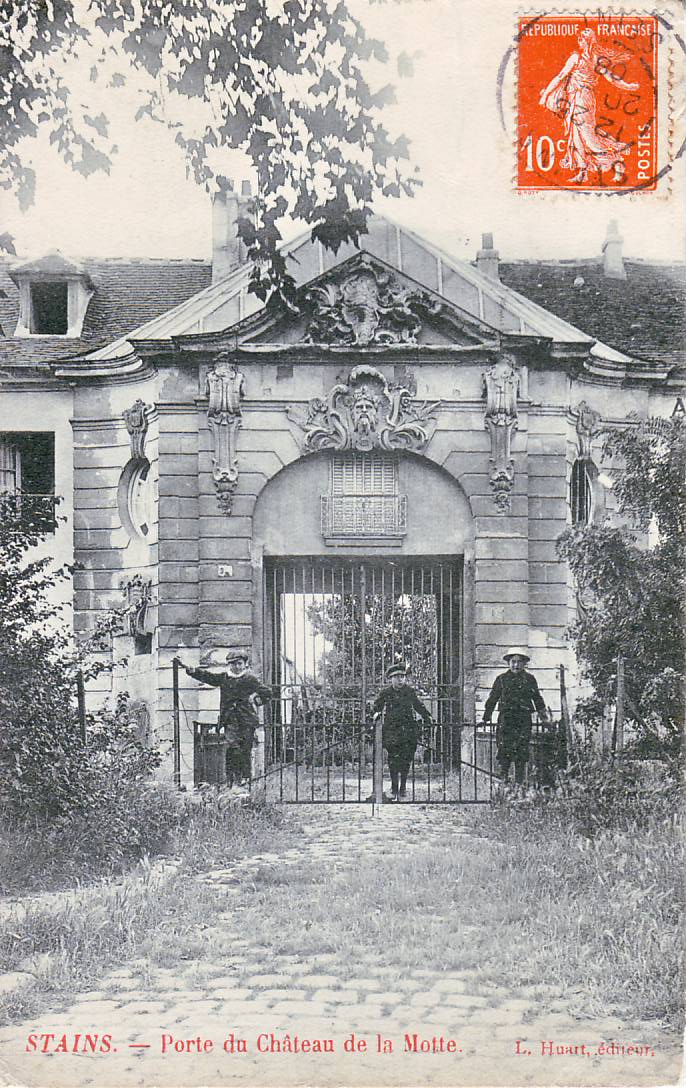
O portão monumental é tudo o que resta do château de la Motte

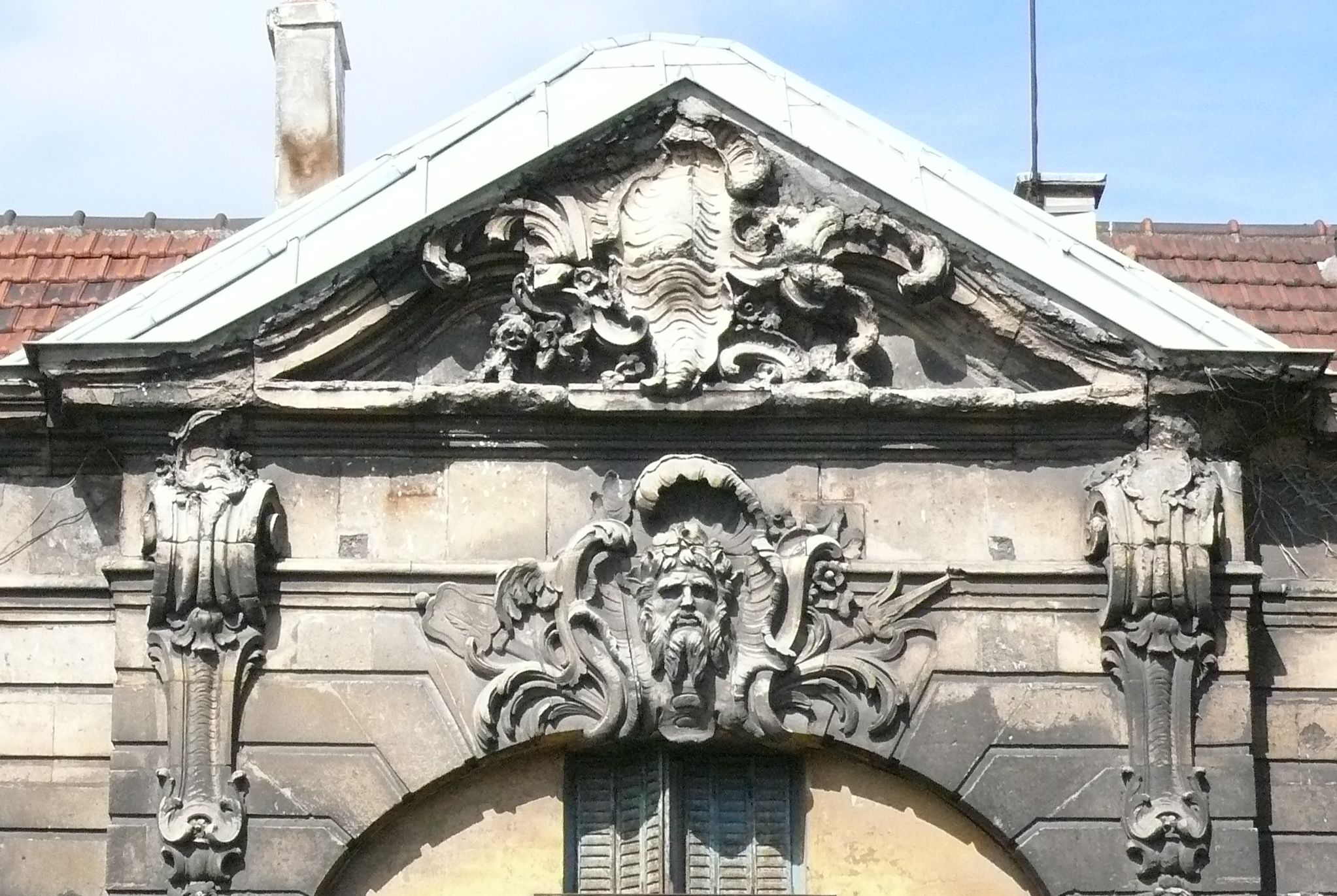
Detalhe do frontão do château de la Motte

Uma parte da cidade está localizada no parc de La Courneuve.
Château e parc de Stains, depois Cidade jardim.
Prefeitura.
O Château de la Motte.
A igreja Notre-Dame-de-l'Assomption de Stains.
A comuna possui um importante patrimônio de jardins operários, especialmente ao norte da rue du Moutiers. Duas flores foram concedidas em 2007 (cidade florida) à comuna.

#### A Cidade jardim

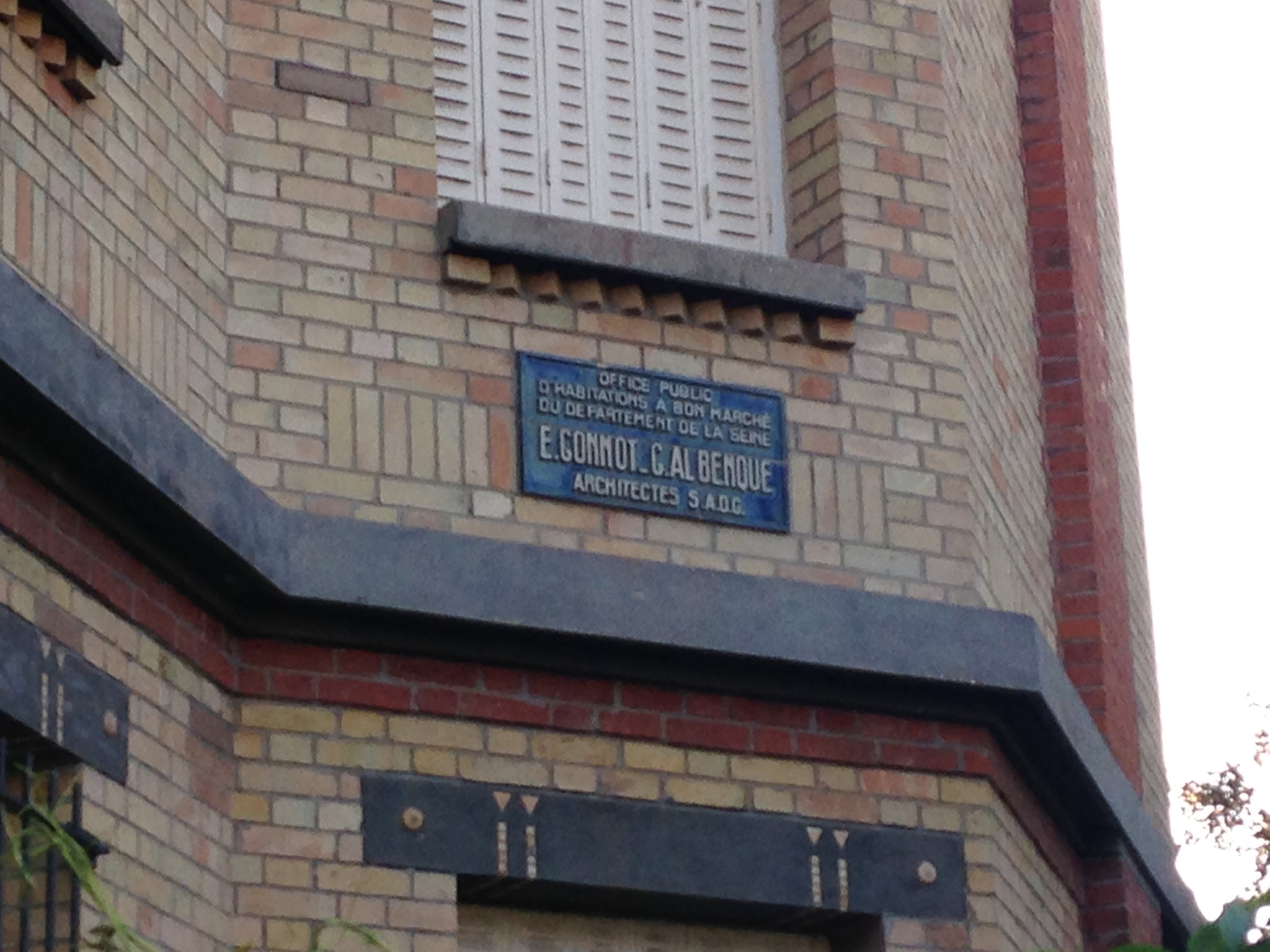
Detalhe de um edifício da cidade jardim, avenue Paul Vaillant-Couturier

A Cidade-jardim de Stains, construída entre 1921 e 1933 pelos arquitetos Eugène Gonnot e Georges Albenque (que também projetou o Hameau du Danube em Paris) no local do antigo Château de Stains (destruído durante os combates da guerra de 1870), a fim de atender a demanda por habitação social, é um Habitation à bon marché dotada de um conforto importante para a época, conservando uma arquitetura residencial. Verdadeira cidade na cidade, centrada na place Marcel-Pointet e sua sala de concerto (concluída após a Segunda Guerra Mundial), ela foi construída para acomodar populações operárias de Saint-Denis, Le Bourget e La Courneuve. A construção de 1676 habitações se reparte na forma de 456 pavilhões com jardins, em grupos de dois, quatro, ou seis, de casas individuais, ou ainda de 19 de edifícios coletivos de 3 ou 4 andares : edifícios em T, em ângulo, em dente-de-serra ou paralelos à rua.
Ele pertence ao patrimônio nacional e está inscrita no inventário de sítios pitorescos desde 1976. Ela é frequentemente citada como uma referência para arquitetos e urbanistas que pensam que ela é um dos mais belos e mais bem sucedidos na França. Sua renovação no início dos anos 2000 foi dirigido pelo locador, o Office Public de l'Habitat de Seine-Saint-Denis, com a ajuda da ANRU.